# Maria Barbara de Bragança

Maria Bárbara de Bragança als Infantin von Portugal (Anonymus, ca. 1726–28, ehemals im Museu Nacional dos Coches, Lissabon)

Maria Barbara de Bragança [bɾɐˈɡɐ̃sɐ] (deutsch: von Braganza; * 4. Dezember 1711 in Lissabon; † 27. August 1758 in Aranjuez) war eine portugiesische Infantin und als Gattin Ferdinands VI.  Königin von Spanien von 1746 bis zu ihrem Tode 1758.

## Leben

### Infantin von Portugal
Maria Barbara war die älteste Tochter des portugiesischen Königs Johann V. und dessen Gemahlin Maria Anna von Österreich. Ihre Eltern hatten 1708 geheiratet und nach dreijähriger Ehe noch immer keine Kinder bekommen. Ihr Vater gelobte, ein großes Kloster bauen zu lassen, falls er einen Thronfolger bekäme. Am 4. Dezember 1711 kam schließlich ein Mädchen zur Welt, und der Vater ließ gemäß seinem Versprechen ein Konvent errichten, das Kloster in Mafra. Die kleine Infantin wurde auf den Namen Maria Madalena Bárbara Xavier Leonor Teresa Antónia Josefa getauft. Durch die ihr verliehenen Namen wurden Verwandte und Heilige geehrt. So erhielt sie den Namen Barbara nach der Schutzheiligen ihres Geburtstages. Gewöhnlich wurde sie Bárbara oder Maria Bárbara gerufen, obwohl dieser Name in der portugiesischen Dynastie noch nie verwendet worden war.
Bei ihrer Geburt war Maria Barbara die präsumtive portugiesische Thronfolgerin, bis im Oktober 1712 ihr Bruder Pedro auf die Welt kam. Dieser starb zwar bereits im Alter von zwei Jahren, doch ihre Mutter hatte im Juni 1714 einen weiteren Sohn zur Welt gebracht, Joseph (portugiesisch José), den späteren König Joseph I. In der Folge besaß Maria Barbara nie wieder den Status der präsumtiven Thronerbin. Als sie noch ein Mädchen war, gab es Pläne ihrer Familie, sie mit Ludwig XV. von Frankreich zu vermählen. Sie genoss eine hervorragende Erziehung, beherrschte mehrere Sprachen und war sehr musikalisch. Insbesondere hatte sie eine Neigung für Kirchenmusik und komponierte später auch mehrere geistliche Musikstücke.

### Cembalistin
Seit dem Alter von 9 oder 10 Jahren war sie die einzige Schülerin des berühmten Cembalisten und Komponisten Domenico Scarlatti; und sie entwickelte sich ebenfalls zu einer virtuosen Cembalistin.

### Erste Pianistin?
Ihr Halbbruder Dom Antonio war 1732 auf diplomatischer Mission in Florenz gewesen und brachte von dort aus der Werkstatt von Bartolomeo Cristofori Instrumente des damals neuen Typs Hammerklavier – mit der Befähigung, im Spiel lauter oder leiser zu werden, und drei der Cristofori-Lehrlinge mit an den portugiesischen Hof. Maria Barbara wurde auch mit den neuen Instrumenten aktiv und war damit eine der frühesten Pianistinnen, wenn nicht die erste Pianistin überhaupt, denn aus Florenz sind keine Betätigungen von Frauen mit den wenigen und extrem aufwendigen, kostbaren Hammerklavieren der Frühzeit überliefert, die nicht nur die komplett neu entwickelte Hammermechanik mit Auslösung enthielten. Die auch aus der Bauweise der Cembali erheblich verstärkt werden mussten, um einen wahrnehmbaren Klang zu entwickeln. Von den ca. 20 in der Werkstatt Cristofori gefertigten Hammerflügeln sind lediglich drei Instrumente und eine Spielmechanik erhalten. Maria Barbara war eine ausgewiesene Förderin der neuen Klavierbautechnik, die an den Höfen Portugals und Spaniens die in Florenz eingeschlafenen Entwicklungen des 1731 verstorbenen Cristofori fortsetzte – und eine eigene Tradition Portugals und Spaniens im Klavierbau begründete.

### Prinzessin von Asturien
Ende der 1720er Jahre wurden konkrete Pläne zur Verehelichung Maria Barbaras gefasst. Nach längeren Verhandlungen vereinbarten Johann V. von Portugal und der
spanische König Philipp V. eine Heiratsallianz in Form einer Doppelhochzeit ihrer Kinder. Am 11. Januar 1728 fand die Verlobung der 16-jährigen Maria Barbara mit dem zwei Jahre jüngeren spanischen Thronfolger Ferdinand (VI.) und ihres Bruders Joseph mit Ferdinands Halbschwester Maria Anna statt. Die Vermählung der beiden Paare wurde am 19. Januar 1729 in einem eigens für diesen Anlass erbauten hölzernen Palast auf einer Brücke über dem spanisch-portugiesischen Grenzfluss Río Caya unweit Badajoz gefeiert. Scarlatti folgte Maria Barbara nach deren Eheschließung nach Madrid und schrieb Hunderte von Sonaten für sie.
Als Ferdinand, damals Prinz von Asturien, seine groß gewachsene Braut Maria Barbara beim ersten Zusammentreffen anlässlich der Trauung gesehen hatte, hielt er sie für derart unattraktiv, dass er von der Hochzeit Abstand nehmen wollte. Laut seiner Behauptung war er über das Aussehen seiner ihm zugedachten Gemahlin, deren Gesicht Pockennarben aufwies, irregeführt worden. Er fügte sich aber schließlich der Staatsräson, und mit der Zeit wandelte sich seine anfängliche Antipathie in Zuneigung zu seiner Gattin. Die resolute und einfühlsame Prinzessin verstand es, sich das Vertrauen ihres unentschlossenen und melancholischen Gemahls zu erwerben. In der Folge sah er sie als hilfreiche Stütze an und suchte ihren Rat. Er teilte auch ihre Leidenschaft für Musik und Kunst. Maria Barbara protegierte u. a. den italienischen Opernsänger Farinelli, der häufig am spanischen Hof auftrat.
Große Sorgen bereitete es Maria Barbara, dass ihre Ehe kinderlos blieb. Sie und ihr Gatte hatten ein gespanntes Verhältnis zur Königin Elisabetta Farnese, der zweiten Gemahlin Philipps V. Diese verbot dem Prinzenpaar, mit ausländischen Gesandten zu verkehren. 1733 ordnete die Königin sogar einen faktischen Hausarrest für Ferdinand und Maria Barbara an, die in ihren Räumlichkeiten im Madrider Palacio del Buen Retiro eingesperrt waren und bis 1737 nicht mehr in der Öffentlichkeit erscheinen durften. So besaß das Thronfolgepaar beim Tod Philipps V. (1746) keine politische Erfahrung. Während ihrer Zeit als Prinzessin von Asturien konnte Maria Barbara, die ebenso wie ihr Gatte über eine nur schwache Gesundheit verfügte, wenigstens ihre Beziehung zu Ferdinand vertiefen.

### Spanische Königin

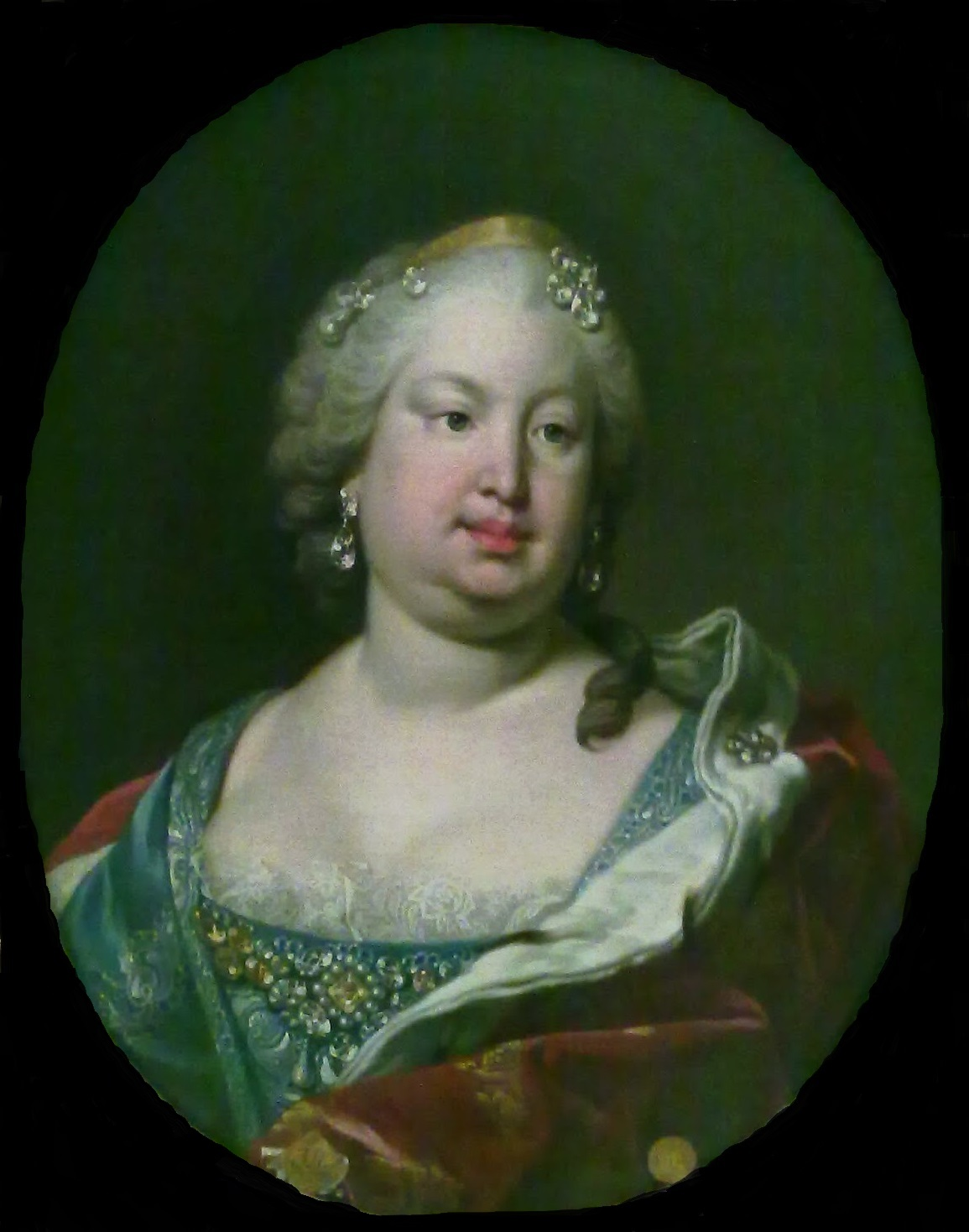
Louis-Michel van Loo: Maria Barbara de Bragança, Königin von Spanien (ca. 1750)

Nach dem am 9. Juli 1746 erfolgten Tod Philipps V. bestieg der bisherige Prinz von Asturien als Ferdinand VI. den Thron und Maria Barbara wurde damit spanische Königin. Elisabetta Farnese durfte zunächst in Madrid bleiben, musste nun aber im Palacio de los Afligidos residieren. Maria Barbara, die eigentlich schüchtern veranlagt war, betätigte sich seit dem Regierungsantritt ihres Gatten politisch und nahm an seinen Beratungen mit den Ministern teil. Allerdings hatte sie nicht einen so großen politischen Ehrgeiz wie ihre Vorgängerin Elisabetta Farnese. Bald kam es am Hof zu Spannungen zwischen einer der Königinwitwe nahestehenden, mit Frankreich sympathisierenden Fraktion und einer um Maria Barbara gruppierten Partei, die eine Annäherung Spaniens an England und Portugal und eine Friedenspolitik favorisierte. Der Außen- und Justizminister, Marquis von Villarías, suchte die Königin von politischen Aktivitäten fernzuhalten, wurde aber im Dezember 1746 auf das Justizressort beschränkt. Der anglophile und proportugiesisch eingestellte, mit Maria Barbara verbündete José de Carvajal y Lancaster avancierte nun zum Ersten Minister und hatte ebenso wie der im Gegensatz zu ihm mehr an Frankreich orientierte Marquis de Ensenada maßgeblichen Einfluss auf die spanische Politik unter Ferdinand VI. Im Juli 1747 erreichte Maria Barbara, dass Elisabetta Farnese Madrid verlassen und in den La-Granja-Palast in San Ildefonso übersiedeln musste.
Während der Regierungszeit Ferdinands VI. wurde einerseits eine innenpolitische Reformpolitik verfolgt, damit sich die spanische Wirtschaft erholen und eine Modernisierung des Landes im Sinn des aufgeklärten Absolutismus erfolgen konnte, andererseits außenpolitisch eine Friedens- und Neutralitätspolitik betrieben. Zwar war Maria Barbara probritisch eingestellt und nahm vor allem auf portugiesische Interessen Rücksicht, unterstützte aber ihren Gatten bei dessen außenpolitischem Friedenskurs. Ihre Beziehungen zur portugiesischen Krone trugen zur Aushandlung eines Vertrags (Januar 1750) bei, welcher die Grenzkonflikte zwischen Spanien und Portugal in deren südamerikanischen Kolonien regelte. Ferdinand VI. suchte auch einen Ausgleich mit Österreich und die Lösung der mit dieser Macht in Italien bestehenden Zwistigkeiten. Im Rahmen dieser Versöhnungsbemühungen kontaktierte Kaiserin Maria Theresia die spanische Königin direkt und regte ein auf Italien bezügliches Defensivbündnis an. Maria Barbara gewann ihren Gemahl für diesen Plan, und  am 14. Juni 1752 wurde der Vertrag von Aranjuez zwischen Spanien, Österreich und Sardinien abgeschlossen. Dieser bekräftigte die im Frieden von Aachen (1748) für die Apennin-Halbinsel bestimmte Ordnung. Nach dem Tod Carvajals 1754 intrigierte der englische Botschafter Benjamin Keene gegen Ensenada und gewann hierfür Maria Barbara, die ihrerseits über ihren Einfluss auf den König den Sturz des Ministers herbeiführte. Nun wurde Ricardo Wall erster Minister.

### Tod
Maria Barbara litt zeit ihres Lebens an Asthma und hatte in ihren späteren Jahren Übergewicht. Den Höflingen erschien sie habgierig, doch hatte sie aufgrund ihrer Kinderlosigkeit Angst, nach dem Tod Ferdinands VI. eine Existenz als mittellose Witwe fristen zu müssen. Indessen starb sie vor ihrem Gatten in den frühen Morgenstunden des 27. Augusts 1758 im Alter von 47 Jahren im Königspalast von Aranjuez. Ihr mit der Ordenstracht der Franziskaner bekleideter Leichnam wurde in der Halle des Palastes aufgebahrt und mehrere Messen fanden zu ihrem Gedenken statt. Am nächsten Tag wurden ihre sterblichen Überreste nach Madrid überführt und in dem von ihr 1748 gegründeten Konvent der Salesianerinnen (Salesas Reales) beigesetzt. Sie hinterließ ihrem Bruder ein großes Vermögen, das zum Ärger der Spanier nun deren Land fehlen würde. Das Ableben seiner Gemahlin erschütterte Ferdinand VI. zutiefst.